# Cotylidia guttulata
Cotylidia guttulata är en svampart som beskrevs av L. Remy 1965. Cotylidia guttulata ingår i släktet Cotylidia, klassen Agaricomycetes, divisionen basidiesvampar och riket svampar.   Inga underarter finns listade i Catalogue of Life.

### Fotnoter
1. ↑  P.A. Moreau, Wuilb. & Courtec. (2008) , In: Docums Mycol. 34(nos 135–136):67
2. ↑  L. Remy (1965) , In: Bull. trimest. Soc. mycol. Fr. 80(4):579
3. 1 2  Bisby F.A., Roskov Y.R., Orrell T.M., Nicolson D., Paglinawan L.E., Bailly N., Kirk P.M., Bourgoin T., Baillargeon G., Ouvrard D. (red.) (16 mars 2011). ”Species 2000 & ITIS Catalogue of Life: 2011 Annual Checklist.”. Species 2000: Reading, UK. http://www.catalogueoflife.org/annual-checklist/2011/search/all/key/cotylidia+guttulata/match/1. Läst 24 september 2012.
4. ↑  Species Fungorum. Kirk P.M., 2010-11-23